# ヤーコプ・ウルマン
ヤーコプ・ウルマン (Jakob Ullmann、1958年 - ) は、ドイツ出身の現代音楽の作曲家。

## 略歴
デビュー前は様々な職を転々としながら、ヨルク・ヘルヘットとフリードリヒ・ゴルトマンに師事。ジョン・ケージの晩年の文通相手(WERGOのライナーノートを参照)であり、ケージの作品を確定楽譜にしている。
初期の作品（「弦楽四重奏のためのコンポジション第一番」（1985年）など）の作風はポーランド楽派のクシシュトフ・メイエルからの直截な影響下にあったものの、ルイジ・ノーノ後期の試みに心酔してからはピアニシモの音色を一貫して使う作風へシフト。1988年と1991年のドナウエッシンゲン音楽祭に招かれた。1980年代末からヴァンデルヴァイザー楽派を先取りする試みを行っている。
1993年に来日し、京都ドイツ文化センターにてレクチャーを行ったほか、日独現代音楽演奏会で「弦楽四重奏のためのコンポジション」（松永みどり弦楽四重奏団）と「フルートソロの為のコンポジション」（近藤亜紀）が日本初演された。1995年にはピアノ独奏の為の「想像上の音 第二番」が徳岡紀子によって日本初演されただけではなく、1998年にも彼女のリサイタルで再演された。

## 近況
ソロアルバムはWERGOとEdition RZから出され、作品は主にブライトコップフ・ウント・ヘルテル出版社とアリアドネ出版社から過去の作品のいくつかが出版されている。2005年10月からスイスのバーゼル市立音楽院で、音楽理論を教え、2008年以後は教授である。ナウムブルクに住む。
2011年8月はモスクワ音楽院に招待され、レクチャーと自作の披露が行われた。Edition-RZから新譜が発売され続けている。

## ホームページ
- 公式ウェブサイト